# Carlos Humberto Paredes
Carlos Humberto Paredes Monges (16 lipca 1976 w Asunción) – piłkarz paragwajski grający na pozycji defensywnego pomocnika.

## Kariera klubowa
Paredes urodził się w Asunción. Piłkarską karierę rozpoczynał w szkółce piłkarskiej tamtejszej Olimpii Asunción. W 1996 roku zadebiutował w pierwszej drużynie w rozgrywkach paragwajskiej Primera División. W 1997 roku został mianowany kapitanem zespołu, najmłodszym w historii klubu. Osiągnął też swój pierwszy sukces w karierze – wywalczył mistrzostwo Paragwaju. Następnie w 1998, 1999 i 2000 roku ponownie zostawał mistrzem kraju.
Latem 2000 roku Paredesem zainteresowały się europejskie kluby i ostatecznie zawodnik trafił do portugalskiego FC Porto. W swoim pierwszym sezonie spędzonym na Estádio das Antas występował w pierwszym składzie. Wystąpił w rozgrywkach Ligi Mistrzów, zdobył Puchar Portugalii, a także został wicemistrzem kraju. Natomiast w 2002 roku zajął z Porto 3. miejsce w lidze.
W 2002 roku Paredes wyjechał do Włoch i został zawodnikiem Regginy Calcio. W Serie A zadebiutował 15 września w przegranym 0:2 wyjazdowym meczu z Perugią. W Regginie podobnie jak w Porto był zawodnikiem wyjściowej jedenastki i czterokrotnie z rzędu pomógł jej w utrzymaniu w lidze. W 2006 roku Paragwajczyk wrócił do Portugalii i podpisał kontrakt ze Sportingiem. W klubie z Lizbony był rezerwowym i przez półtora roku rozegrał tylko 18 spotkań ligowych. W 2007 roku zdobył swój drugi Puchar Portugalii.
W styczniu 2008 kierownictwo Sportingu rozwiązało kontrakt z Paredesem, a on sam powrócił do Olimpii Asunción.
| Sezon   | Klub           | Kraj       | Rozgrywki        | Mecze | Bramki |
| ------- | -------------- | ---------- | ---------------- | ----- | ------ |
| 1996    | Club Olimpia   | Paragwaj   | Primera División | 2     | 0      |
| 1997    | Club Olimpia   | Paragwaj   | Primera División | 25    | 3      |
| 1998    | Club Olimpia   | Paragwaj   | Primera División | 19    | 1      |
| 1999    | Club Olimpia   | Paragwaj   | Primera División | 22    | 2      |
| 2000    | Club Olimpia   | Paragwaj   | Primera División | 11    | 0      |
| 2000/01 | FC Porto       | Portugalia | Superliga        | 29    | 0      |
| 2001/02 | FC Porto       | Portugalia | Superliga        | 28    | 2      |
| 2002/03 | Reggina Calcio | Włochy     | Serie A          | 33    | 1      |
| 2003/04 | Reggina Calcio | Włochy     | Serie A          | 18    | 0      |
| 2004/05 | Reggina Calcio | Włochy     | Serie A          | 29    | 6      |
| 2005/06 | Reggina Calcio | Włochy     | Serie A          | 28    | 5      |
| 2006/07 | Sporting CP    | Portugalia | Superliga        | 8     | 0      |
| 2007/08 | Sporting CP    | Portugalia | Superliga        | 10    | 0      |
| 2008    | Club Olimpia   | Paragwaj   | Primera División |       |        |

## Kariera reprezentacyjna
W reprezentacji Paragwaju Paredes zadebiutował 28 marca 1998 roku zremisowanym 1:1 towarzyskim spotkaniu z Kolumbią. W 1998 roku po raz pierwszy znalazł się kadrze na finały Mistrzostw Świata. Na boiskach Francji był podstawowym zawodnikiem Paragwajczyków i wystąpił we wszystkich czterech meczach: zremisowanych 0:0 z Bułgarią i Hiszpanią, wygranym 3:1 z Nigerią i przegranym 0:1 w 1/8 finału z Francją.
W 2002 roku Paredes zaliczył występy na Mistrzostwach Świata 2002. Tam wystąpił we dwóch meczach: przegranym 1:3 z Hiszpanią i wygranym 3:1 ze Słowenią, w którym otrzymał czerwoną kartkę. Natomiast w 2006 roku został powołany przez Aníbala Ruiza do kadry na Mistrzostwa Świata w Niemczech, na których zaliczył wszystkie trzy grupowe spotkania – z Anglią (0:1), Szwecją (0:1) oraz Trynidadem i Tobago (2:0).
W swojej karierze Paredes wystąpił także w Copa América 1999 dochodząc z rodakami do ćwierćfinału.